# Иоанн I Талайя
Патриарх Иоанн I Талайя (греч. Πατριάρχης Ιωάννης Α΄ ο Ταλαϊάς) — патриарх Александрийский в 482 году.
До интронизации был сначала монастырским пресвитером в городке Каноб близ Александрии, а затем экономом при александрийском патриархе Тимофее III Салофакиоле. Патриарх Тимофей заботился о надёжном преемнике. С этой целью он отправил в столицу к императору пресвитера Иоанна Талайю. Иоанн, прибыв в столицу завязал дружбу с патрицием Иллом, который на тот момент находился во вражде с императором.
После смерти Тимофея III в 482 году, Иоанн был избран на его место, в то время как монофизиты назвали патриархом Петра Монга, находившегося в ссылке. Иоанн, известив ο своём избрании Рим, не оповестил официально константинопольского патриарха Акакия, чем оскорбил его, и тот присоединился к требованию александрийских монофизитов о смещении Иоанна, которое они адресовали императору Зенону.
Император удовлетворил ходатайству. На Александрийской кафедре вновь оказался Петр Монг (482). Талайе пришлось уехать в Антиохию и далее в Рим. Папе римский Симпликий поддержал Иоанна в конфликте с Акакием.
Несмотря на поддержку преемника Симпликия, Феликса III, Иоанну так и не удалось вернуться в Александрию, но в качестве компенсации он получил от папы римского епископскую кафедру в города Нолы в итальянской провинции Кампания.